# Zubiri
Zubiri (en basque et en espagnol) est un village situé dans la commune d'Esteribar dans la Communauté forale de Navarre, en Espagne. Il est doté du statut de concejo.
Zubiri est situé dans la zone linguistique bascophone de Navarre.

## Histoire
Il y eut à Zubiri, dès 1042, un monastère dépendant de celui de Leyre.

## Démographie
| 2000 | 2001 | 2002 | 2003 | 2004 | 2005 | 2006 | 2007 | 2008 | 2011 |
| ---- | ---- | ---- | ---- | ---- | ---- | ---- | ---- | ---- | ---- |
| 387  | 389  | 393  | 393  | 411  | 429  | 433  | 460  | 423  | 432  |

## Culture et patrimoine

### Pèlerinage de Compostelle
Sur le Camino navarro du Pèlerinage de Saint-Jacques-de-Compostelle, on vient de Lintzoain dans la commune d'Erro. La prochaine halte est Ilárraz dans la commune d'Esteribar.

### Patrimoine civil
L’hôpital que l'on voit avant le pont fut probablement une léproserie transformée en une imposante usine, les Magnésitas de Navarra, une usine de magnésite.
A l'entrée de Zubiri, un ouvrage médiéval à la puissante étrave franchit le rio Arga. On l'appelait el puente de la rabia, car, disait-on, un animal qui passait trois fois dessous, guérissait de la rage. Pour certains pèlerins, il fut aussi le pont du paradis, peut-être à cause de l'aspect verdoyant de la vallée du rio Arga, I'Esteribar, que l'on va suivre jusqu'à Pampelune, et que l’on retrouvera à Puente la Reina.

## Personnalités
- Fernando Goñi (eu) (1973-), joueur de pelote.
- Serafín Zubiri (1964-), chanteur.

### Sources et bibliographie
- (es) Cet article est partiellement ou en totalité issu de l’article de Wikipédia en espagnol intitulé « Zubiri » (voir la liste des auteurs).
- Grégoire, J.-Y. & Laborde-Balen, L. , « Le Chemin de Saint-Jacques en Espagne - De Saint-Jean-Pied-de-Port à Compostelle - Guide pratique du pèlerin », Rando Éditions, mars 2006,  (ISBN 2-84182-224-9)
- « Camino de Santiago  St-Jean-Pied-de-Port - Santiago de Compostela », Michelin et Cie, Manufacture Française des Pneumatiques Michelin, Paris, 2009,  (ISBN 978-2-06-714805-5)
- « Le Chemin de Saint-Jacques Carte Routière », Junta de Castilla y León, Editorial Everest